# Bistum Lokoja
Das Bistum Lokoja (lat.: Dioecesis Lokoianus) ist eine in Nigeria gelegene römisch-katholische Diözese mit Sitz in Lokoja.

## Geschichte
Das Bistum Lokoja wurde am 21. Februar 1955 durch Papst Pius XII. aus Gebietsabtretungen der Bistümer Benin City und Kaduna sowie der Apostolischen Präfektur Oturkpo als Apostolische Präfektur Kabba errichtet. Am 6. Juli 1964 wurde die Apostolische Präfektur Kabba durch Papst Paul VI. zum Bistum erhoben. Das Bistum Kabba wurde am 5. Mai 1965 in Bistum Lokoja umbenannt. Am 26. September 1968 gab das Bistum Lokoja Teile seines Territoriums zur Gründung der Apostolischen Präfektur Idah ab.
Das Bistum Lokoja ist dem Erzbistum Abuja als Suffraganbistum unterstellt.

## Ordinarien

### Apostolische Präfekten von Kabba
- Auguste Delisle CSSp, 1955–1964

### Bischöfe von Kabba
- Auguste Delisle CSSp, 1964–1965

### Bischöfe von Lokoja
- Auguste Delisle CSSp, 1965–1972
- Alexius Obabu Makozi, 1972–1991, dann Bischof von Port Harcourt
- Joseph Sunday Ajomo, 1992–2004
- Martin Dada Abejide Olorunmolu, seit 2005